# انتخابات سراسری بوسنی و هرزگوین (۲۰۱۸)
انتخابات سراسری بوسنی و هرزگوین (۲۰۱۸) (انگلیسی: Bosnian general election, 2018) انتخابات سراسری در ۷ اکتبر در بوسنی و هرزگوین برگزار شد. رأی دهندگان ریاست جمهوری بوسنی و هرزگوین، و همچنین ریاست و قانونگذاران مجلس قانونگذاری را انتخاب می‌کنند.
مجلس مسئولیت قانون‌گذاری را در این کشور به عهده دارد.
احزاب راه راست بوسنی، دمکرات، اتحاد دمکراسی کرووات و چند حزب دیگر در این کشور فعالیت سیاسی دارند.

## نظام انتخاباتی

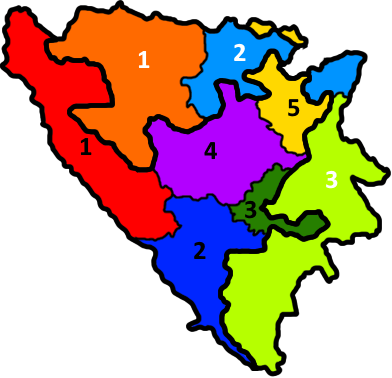
نقشه حوزه های پارلمانی بوسنی و هرزگوین

سه نامزد ریاست جمهوری با اکثریت آرا انتخاب می‌شوند. رأی دهندگان جمهوری صرب نامزد صرب، و رای‌دهندگان بوسنیایی نامزد خود و کروواتها نیر نامزد خود را در ریاست جمهوری بوسنی و هرزگوین،انتخاب می‌کنند. در حال حاضر ریاست جمهوری هر ۸ ماه یک بار بین یک صرب، یک بوسنیایی و یک کرووات در گردش است.
۴۲ عضو مجلس نمایندگان با نظام نمایندگی متناسب در دو حوزه انتخاباتی، در فدراسیون بوسنی و هرزگوین و جمهوری صربستان انتخاب می‌شوند.